# Issenheim

Issenheim (germ. Isenheim) este o comună franceză cu că. 3300 loc. (în 1999). Ea se află la ca. 20 km 
Issenheim aparține de cantonul Soultz-Haut-Rhin. Canton care aparține de Arrondissement Guebwiller, Departement Haut-Rhin în  Regiunea Elsass.

## Personalități marcante
- Hans Holbein cel Bătrân

1. ↑  répertoire géographique des communes, accesat în 26 octombrie 2015
2. ↑  dataset of postal codes in France, 1 octombrie 2018